# Miramar Beach
Miramar Beach is een plaats (census-designated place) in de Amerikaanse staat Florida, en valt bestuurlijk gezien onder Walton County.

## Demografie
Bij de volkstelling in 2000 werd het aantal inwoners vastgesteld op 2435.

## Geografie
Volgens het United States Census Bureau beslaat de plaats een oppervlakte van
12,2 km², waarvan 11,9 km² land en 0,3 km² water. Miramar Beach ligt op ongeveer 6 m boven zeeniveau.

## Plaatsen in de nabije omgeving
De onderstaande figuur toont nabijgelegen plaatsen in een straal van 24 km rond Miramar Beach.